# Leiophron ruficephala
Leiophron ruficephala är en stekelart som beskrevs av Chen och Van Achterberg 1997. Leiophron ruficephala ingår i släktet Leiophron och familjen bracksteklar. Inga underarter finns listade i Catalogue of Life.